# Kim Jong-kook
Kim Jong-kook (en hangul, 김종국; en hanja, 金鐘國; Hapcheon, 25 de abril de 1976) es un cantante surcoreano, conocido por ser el vocalista y fundador del grupo TURBO, haber participado en Family Outing y actualmente por aparecer en el exitoso programa Running Man.

## Biografía
Es hijo de Jo Hye Sun y de un militar retirado, tiene un hermano el cirujano plástico Kim Jong Myung.
Su sobrina es la cantante surcoreana Kim So-ya más conocida como "Soya".
Asistió al "Myeong Hak Elementary School", al "Shin Seong Middle High School". También asistió a "Hansei University" y a la Universidad Dankook.
Es muy buen amigo de los actores surcoreanos Cha Tae-hyun y Jang Hyuk (juntos son conocidos como los "Dragon Brothers"). También es muy buen amigo de sus compañeros de Running Man (junto a Ha-ha son conocidos como los "Running Man Brothers") y de Hong Kyung-min y Hong Kyung-in.
El 10 de febrero de 2022 su agencia anunció que había dado positivo por COVID-19, por lo que se encontraba tomando las medidas necesarias para recuperarse.

## Carrera
Es miembro de la agencia Turbo JK Company.
En noviembre del 2008 se unió al programa de variedades Family Outing donde apareció como copresentador hasta el final del programa en febrero del 2010.
En 2010 se unió al elenco principal del exitoso programa de televisión surcoreano Running Man (también conocida como "Leonning maen") donde aparece hasta ahora. En el programa es conocido como "Commander", debido a su fuerza.
En 2014 junto a Ha-ha, formó un dueto musical y realizaron una gira de conciertos en los Estados Unidos de julio a diciembre del mismo año.
En el 2015 hizo su debut oficial en la actuación cuando apareció como personaje recurrente en la serie Peurodyusa (en inglés: "The Producers").
El 23 de agosto de 2016 hizo su debut oficial en China con su primer sencillo "Hate That Happiness Came" (恨幸福来过), el cual fue producido por JJ Lin y la letra fue escrita por Vincent Fang.
En agosto del 2017 se anunció que se uniría a Ha-ha y juntos aparecerían en el nuevo programa de variedades Big Picture a principios de septiembre del mismo año.
Poco después se anunció que se uniría al programa de seis episodios Dragon Club: Childish Bromance junto a Cha Tae-hyun, Jang-hyuk, Hong Kyung-min y Hong Kyung-in.

## Filmografía

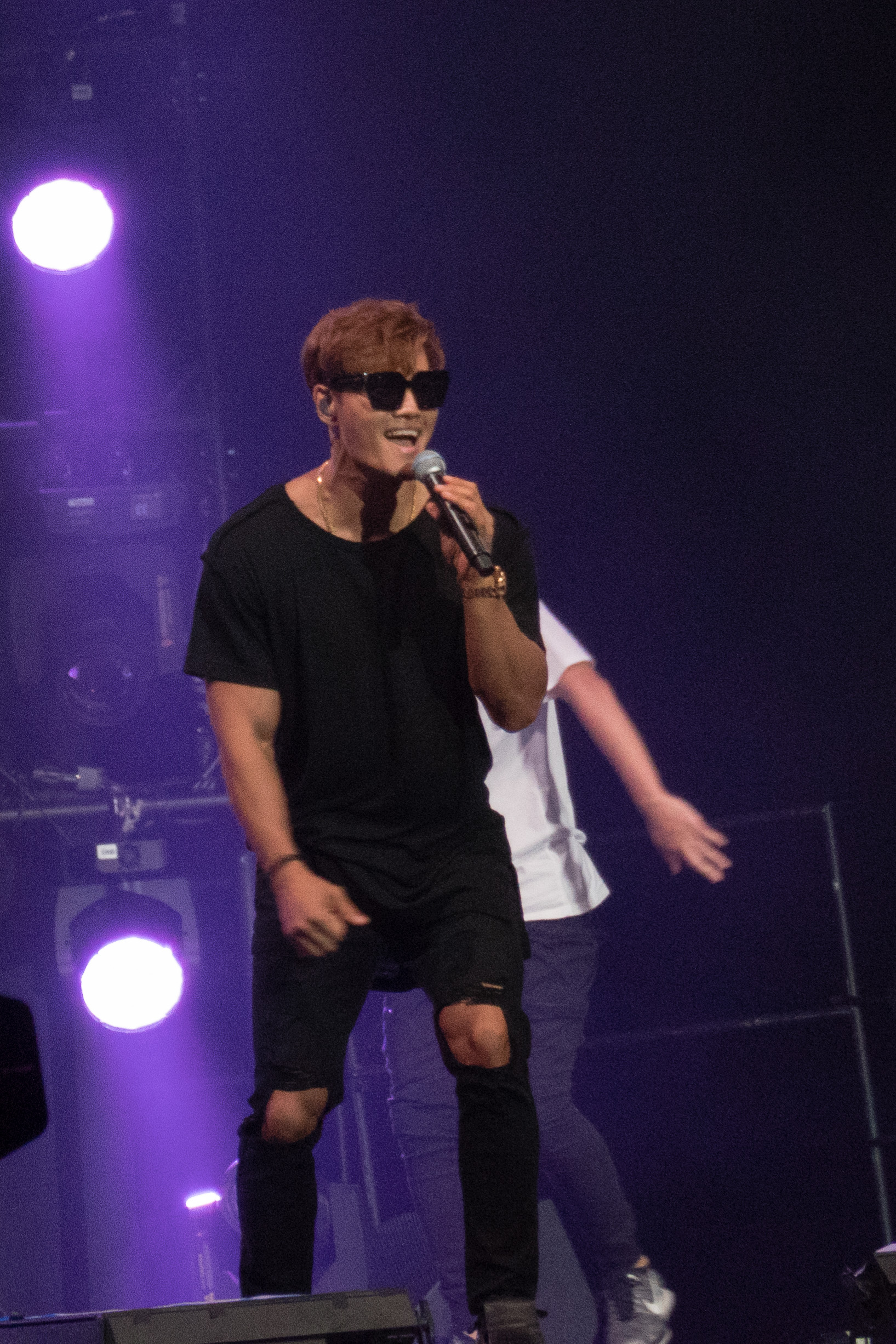
Kim Jong Kook actuando en el KCON en Los Ángeles, 2016.

### Programas de variedades
| Año                | Programa                                                              | Notas                                                             |
| ------------------ | --------------------------------------------------------------------- | ----------------------------------------------------------------- |
| 2021-presente      | Running Man: The One Having Fun is Above the One Running              | miembro                                                           |
| 2021-presente      | Extreme Debut: Wild Idol                                              | presentador                                                       |
| 2018-presente 2016 | My Little Old Boy (Mom's Diary - My Ugly Duckling)                    | (Ep. #76 - presente) - miembro (Ep. 50-51) - presentador invitado |
| 2017-presente 2017 | I Can See Your Voice                                                  | co-presentador Ep. #1 (temporada 4) - invitado                    |
| 2010-presente      | Running Man                                                           | 440 episodios                                                     |
| 2021               | Ceremony Club                                                         | miembro                                                           |
| 2021               | Crazy Recipe Adventure                                                | miembro                                                           |
| 2020               | Trot God is Here 2 - Last Chance                                      | (ep. #38) - presentador especial                                  |
| 2020               | Red-Cheeked Ramyun Lab                                                | miembro                                                           |
| 2020               | The Voice Of Korea Season 3                                           | entrenador                                                        |
| 2005-2006, 2020    | Fly Shoot Dori: 7th League — New Beginning Fly Shoot Dori: 1st League | co-presentador - junto a Yang Se-chan director - junto a Jun Jin  |
| 2019-2020          | Five Cranky Brothers (5bros)                                          | miembro                                                           |
| 2019-2020          | Rewind                                                                | miembro - (líder de equipo)                                       |
| 2019               | Pink Festa                                                            | co-presentador                                                    |
| 2019               | Kill Bill                                                             | presentador                                                       |
| 2019               | In Sync                                                               | presentador - junto a Soyou                                       |
| 2018               | Pajama Friends                                                        | 2 episodios - (ep. #10-11) - invitado                             |
| 2018, 2019         | The Call 2 The Call                                                   | presentador (ep. 1-2, 5) - miembro                                |
| 2017-2019          | Big Picture                                                           | 317 episodios - miembro                                           |
| 2017               | Knowing Bros (Ask Us Anything)                                        | (Ep. #86) - invitado                                              |
| 2017               | Dragon Club – Childish Bromance (Overgrown Bromance)</mall>           | 7 episodios - miembro                                             |
| 2017               | Let's go with Mom                                                     | miembro                                                           |
| 2016 2015 2014     | Hurry Up, Brother                                                     | episodio #4.05 película 2 episodios (#1.01 y #1.05)               |
| 2016               | Talents for Sale                                                      | 19 episodios - miembro                                            |
| 2015               | Ding Ge Long Dong Qiang                                               | miembro                                                           |
| 2014               | Everybody                                                             | miembro                                                           |
| 2014               | The King Of Food                                                      | ep. #20 - invitado                                                |
| 2012-2016          | Escape Crisis No.1                                                    | 527 episodios - miembro                                           |
| 2005, 2014, 2015   | Infinite Challenge                                                    | 5 episodios - invitado                                            |
| 2012               | Hello Counselor                                                       | Ep. #98 - invitado                                                |
| 2008-2010          | Family Outing                                                         | 67 episodios                                                      |
| 2005-2006          | Real Situation Saturday Love Letter                                   | miembro                                                           |
| 2004-2006          | X Man                                                                 | miembro                                                           |
| 2001-2003          | Dream Team                                                            | -                                                                 |

### Presentador
| Año           | Programa                      | Notas                                               |
| ------------- | ----------------------------- | --------------------------------------------------- |
| 2019-presente | The Call 2                    | presentador                                         |
| 2019-presente | In Sync                       | co-presentador - junto a Soyou                      |
| 2017-presente | I Can See Your Voice          | co-presentador                                      |
| 2021          | 2020 APAN Music Awards        | co-presentador                                      |
| 2019          | Target: Billboard – Kill Bill | presentador                                         |
| 2019          | 8th Gaon Chart Music Awards   | co-presentador - junto a Nancy                      |
| 2018          | 2018 SBS Entertainment Awards | co-presentador - junto a Han Go-eun y Park Soo-hong |

### Series de televisión
| Año  | Título                   | Personaje     | Notas        |
| ---- | ------------------------ | ------------- | ------------ |
| 2015 | Peurodyusa               | Kim Hong-soon | 11 episodios |
| 2015 | The Girl Who Sees Smells | -             | ep. #1       |

### Anuncios publicitarios
| Año  | Anuncio      | Notas                                                     |
| ---- | ------------ | --------------------------------------------------------- |
| 2015 | Game of Dice | junto al elenco de Running Man - apareció en los anuncios |

## Premios y nominaciones
| Año  | Categoría                                  | Premio                       | Trabajo                        | Resultado |
| ---- | ------------------------------------------ | ---------------------------- | ------------------------------ | --------- |
| 2021 | Variety Star of the Year                   | SBS Entertainment Award      | -                              | Ganó      |
| 2021 | Male Entertainer                           | Brand Customer Loyalty Award | -                              | Ganó      |
| 2020 | Grand Award (Daesang)                      | SBS Entertainment Award      | Running Man y My Ugly Duckling | Ganó      |
| 2019 | Top Excellence Award (Reality)             | 2019 SBS Entertainment Award | Running Man y My Ugly Duckling | Ganó      |
| 2018 | Producer Award                             | 12th SBS Entertainment Award | Running Man y My Ugly Duckling | Ganó      |
| 2018 | Best Teamwork                              | 12th SBS Entertainment Award | Elenco de Running Man          | Ganó      |
| 2018 | Best Couple Award (junto a Hong Jin-young) | 12th SBS Entertainment Award | My Ugly Duckling               | Ganaron   |
| 2016 | Best Bromance (junto a Lee Kwang-soo)      | 4th Annual DramaFever Award  | Running Man                    | Ganaron   |
| 2014 | Most Outstanding Award: Variety Shows      | 8th SBS Entertainment Award  | Running Man                    | Ganó      |
| 2013 | Asia's Most Charismatic Korean Host        | Yahoo! Asia Buzz Award       | Running Man                    | Ganó      |
| 2013 | Male Outstanding Award                     | 7th SBS Entertainment Award  | Running Man                    | Ganó      |
| 2013 | Viewers Choice Popularity Award            | SBS Entertainment Award      | Running Man                    | Ganó      |
| 2013 | Viewer's Most Popular                      | 7th SBS Entertainment Award  | Running Man (elenco)           | Ganaron   |
| 2011 | Outstanding Award: Variety Category        | SBS Entertainment Award      | Running Man                    | Ganó      |
| 2010 | Best TV Star                               | 4th SBS Entertainment Award  | Running Man                    | Ganó      |